# Steven MacLean
Steven Glenwood MacLean (* 14. prosince 1954 Ottawa, provincie Ontario, Kanada), původně fyzik, byl v letech 1983–2008 jedním z kanadských astronautů. Uskutečnil dva krátkodobé kosmické lety, druhý na Mezinárodní vesmírnou stanici. Poprvé vzlétl do vesmíru roku 1992 v raketoplánu Columbia při letu STS-52, podruhé roku 2006 v raketoplánu Atlantis při misi STS-115. Ve vesmíru strávil celkem 21 dní, 16 hodin a 3 minuty. Od roku 2008 je prezidentem Kanadské kosmické agentury.

## Život

### Mládí, fyzik
Steven MacLean po střední škole absolvoval bakalářské studium fyziky na Yorské univerzitě York University v Torontu, které dokončil roku 1977. Současně v letech 1974–1976 pracoval na katedře sportu Yorské univerzity, do roku 1977 soutěžil v kanadské reprezentačním družstvu kanadských gymnastů. Doktorát (Ph.D.) ve stejném oboru získal roku 1983. Poté pracoval na Stanfordově univerzitě u nositele Nobelovy ceny Arthura Schawlowa, věnoval se výzkumu v oblasti laserové spektroskopie a optoelektroniky.

### Kosmonaut
Roku 1983 se přihlásil do prvního kanadského náboru astronautů, prošel všemi koly výběru a od 5. prosince 1983 patřil mezi úspěšnou šestici. Oddíl astronautů byl začleněn pod Národní výzkumnou radu (NRC, National Research Council), od roku 1989 funguje v rámci Kanadské kosmické agentury (CSA, Canadian Space Agency). Od února 1984 se připravoval v Johnsonově vesmírném středisku v Houstonu na roli specialisty pro užitečné zatížení. Prvním Kanaďanem v kosmu se nakonec v říjnu 1984 stal jeho kolega Marc Garneau (mise STS-41-G), MacLean byl v prosinci 1985 zařazen do posádky letu STS-71-F plánovaného na rok 1987. Po katastrofě raketoplánu Challenger v lednu 1986 byl let odložen a přejmenován na STS-52.
V letech 1987–1993 se podílel na vývoji kamerového systému určeného k získání dat pro řízení robotického manipulátoru Canadarm, současně v letech 1988–1991 zastával funkci poradce v programu Strategic Technologies in Automation and Robotics, STEAR.
Do vesmíru odstartoval na palubě raketoplánu Columbia až 22. října 1992 ve funkci specialisty pro užitečné zatížení. Let byl věnován především vypuštění italské družice Lageos 2 a amerických a kanadských materiálových experimentů. Columbia přistála 1. listopadu, let trval 9 dní, 20 hodin a 56 minut.
V letech 1993–1994 byl generálním ředitelem programu kanadských pilotovaných letů. Zodpovídal za kanadské experimenty prováděné při letech Shuttlů, vyjednal 9 z 13 kanasdských kosmických letů. V letech 1996–1998 absolvoval v Johnsonově vesmírném středisku v Houstonu společný výcvik s astronauty 16. náboru NASA, který završil ziskem kvalifikace letového specialisty raketoplánu. Poté pracoval v různých funkcích v Johnsonově středisku.
V únoru 2002 byl zařazen do posádky letu STS-115, naplánovaného na rok 2003. Po havárii raketoplánu Columbia byl let nadlouho odložen. V mezidobí se MacLean podílel na snažení NASA o zvýšení bezpečnosti letů raketoplánů.
Podruhé se na oběžnou dráhu Země dostal až 9. září 2006 v raketoplánu Atlantis. Cílem mise byla doprava a montáž částí ITS-P3 a ITS-P4 hlavního nosníku stanice Mezinárodní vesmírné stanice a slunečních panelů. Během montážních prací podnikli astronauti tři výstupy do otevřeného vesmíru, Williams se účastnil jednoho z nich. V otevřeném vesmíru strávil celkem 7 hodin a 11 minut. Let trval 11 dní, 19 hodin a 7 minut, raketoplán přistál 21. září 2006.

### Manažer
V letech 2007–2008 řídil sbor kanadských astronautů. K 1. září 2008 byl jmenován prezidentem Kanadské kosmické agentury.
Steven MacLean je ženatý, má dva syny a dceru.